# Tilla Tepe

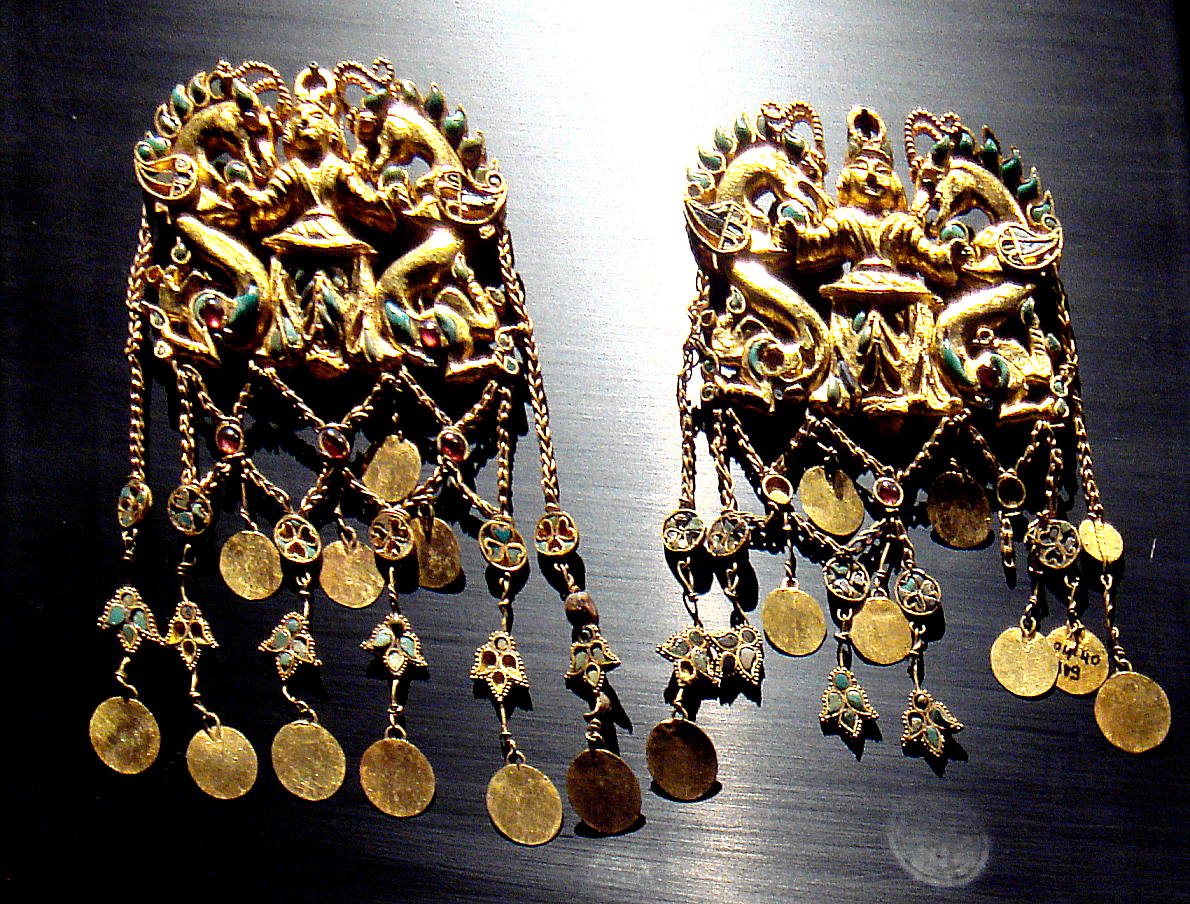
Ohrringe aus Gold, Türkis, Karneol und Lapislazuli, die einen Mann zwischen zwei Drachen zeigen; gefunden in Grab 2. Die Arbeiten zeigen Ähnlichkeiten mit Werken aus Sibirien.

Tilla Tepe (persisch طلا تپه; auch Tillya Tepe oder Tillja Tepe, der goldene Hügel) ist ein Hügel im Norden Afghanistans. 1978 wurden dort bei Ausgrabungen sechs Gräber gefunden, die auf die Zeit um Christi Geburt datieren. Sie enthielten mehr als 20 000 Schmuckstücke, Waffen und Gewandteile, die großteils aus Gold und Halbedelsteinen bestehen. Der Fund wird auch als „baktrisches Gold“ bezeichnet. Dabei handelt es sich um einen der bedeutendsten archäologischen Funde des 20. Jahrhunderts. Wegen des Afghanistankrieges galt der Schatz als verloren. Er konnte jedoch 2004 sichergestellt werden und ist vollständig erhalten.

## Geografische Lage

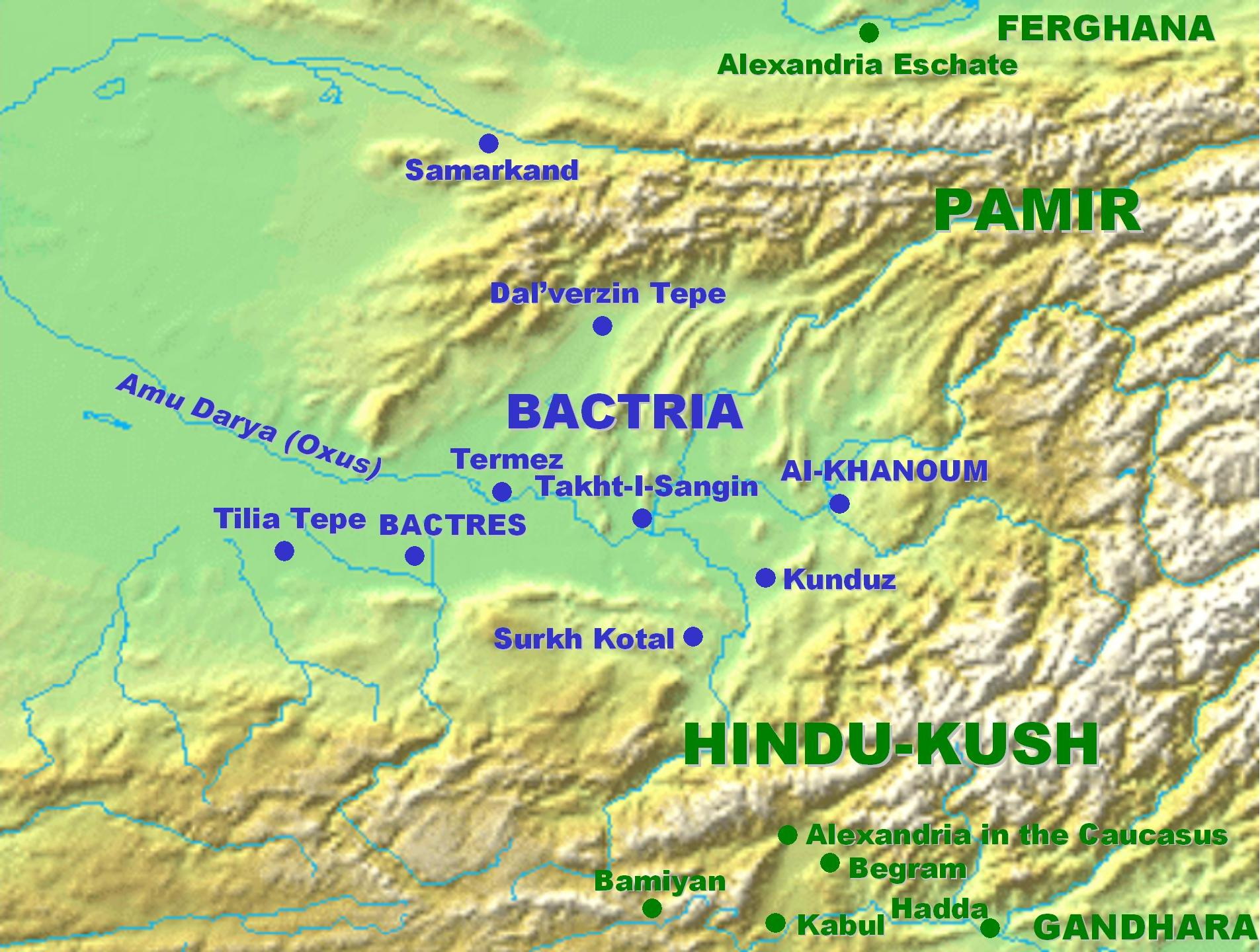
Tilla Tepe befindet sich im Westen der historischen, zentralasiatischen Region Baktrien, die überwiegend im Norden Afghanistans liegt. Die Karte zeigt einige Städte, die etwa zu jener Zeit existierten.

Tilla Tepe liegt in der Oase Scheberghan im Norden Afghanistans, in der Provinz Dschuzdschan. Westlich liegt die Stadt Scheberghan und etwa 100 Kilometer östlich befindet sich Baktra, Hauptstadt des antiken Baktriens. Die Oase wird von den Flüssen Safid-Rud und Siyad-Rud bewässert, was Ackerbau ermöglicht. Etwa 500 Meter nördlich von Tilla Tepe finden sich die Ruinen von Yemschi Tepe, einer kreisrunden Stadt, die wahrscheinlich in den ersten Jahrhunderten nach Christi Geburt florierte, aber vermutlich schon eine ältere Gründung ist. Tilla Tepe selbst ist ein kleiner, etwa drei bis vier Meter hoher Hügel mit einem Durchmesser von rund 100 Meter, der die einzige Erhebung in der ansonsten flachen Landschaft darstellt.

## Geschichte der Region zu jener Zeit
Bis etwa 135 v. Chr. gehörte die Region Baktrien zum Griechisch-Baktrischen Königreich. Danach kam sie in den Herrschaftsbereich der Saken und Yuezhi, die als Eroberer aus Südsibirien und der Mongolei in das Gebiet einfielen. Sie plünderten und zerstörten zahlreiche Städte und vernichteten das griechisch-baktrische Königreich. Diese Nomaden, die von Teilen der Forschung zu den Skythen gezählt werden, siedelten sich schließlich in Baktrien an und übernahmen eine städtische Lebensweise. In der folgenden Zeit scheint das Gebiet zum parthischen Machtbereich gehört zu haben, obwohl gerade die östliche Ausdehnung des Partherreiches in der Forschung umstritten ist. Über die Periode nach dem Untergang des Griechisch-Baktrischen Reiches ist wenig bekannt, deshalb gilt sie als dunkles Zeitalter Zentralasiens. Danach geriet das Gebiet in den Machtbereich der Kuschana, eines Clans der Yuezhi, die es kurz nach Christi Geburt unter Kujula Kadphises schafften, die Yuezhi-Stämme unter dem von ihnen gegründeten Reich zu vereinigen. Die Gräber von Tilla Tepe datieren wahrscheinlich in eine Zeit kurz vor der Entstehung des Kuschanreichs, als die Yuezhi oder Saken Baktrien beherrschten.

## Entdeckung und Geschichte der Funde
Seit 1969 grub ein sowjetisch-afghanisches Archäologenteam unter der Leitung von Wiktor Iwanowitsch Sarianidi an diversen Orten im Norden Afghanistans, einer bis dahin archäologisch so gut wie unerforschten Region, und widmete sich dabei vor allem bronzezeitlichen Fundstätten. Dabei wurde die Oasenkultur entdeckt.
Im Jahr 1978 begannen Ausgrabungen bei dem etwa 500 Meter südlich der antiken Stadtruine Yemschi Tepe gelegenen Hügel Tilla Tepe, nachdem dort schon einmal kurz im Jahr 1970 gegraben worden war. Hier kam zunächst ein Dorf zu Tage, das in das dritte Jahrhundert v. Chr. datiert. Unter diesem Dorf wurde ein befestigter Tempel gefunden, der wahrscheinlich auf kurz vor 1000 v. Chr. zu datieren ist. In dieser Anlage kam im November 1978 ein Grab zu Tage, das vor allem durch seine reichen Goldfunde Aufmerksamkeit erregte. Bis Februar 1979 konnten sechs Gräber, alle reich mit Gold ausgestattet, freigelegt werden. Wegen der unruhigen politischen Lage musste das Grabungsteam das Land verlassen, wobei die Grabungen an dem Ort nie wieder fortgesetzt werden konnten.
Die Funde gelangten 1979 in das Nationalmuseum in Kabul, zu einer Zeit, in der es in Afghanistan bereits Unruhen gegeben hatte. Bedingt durch die politisch unsichere Lage im Land wurden die Schätze in den darauffolgenden Jahren fast durchgängig verwahrt. Nur 1980 und 1991 wurden kleine Teile der Sammlung kurzzeitig ausgestellt. Während der sowjetischen Besatzungszeit des Afghanistankonflikts lagerten die Funde mit einjähriger Unterbrechung im Museum in Kabul. Nach dem Abzug der sowjetischen Streitkräfte wurden sie Ende 1989 zusammen mit einigen anderen Museumsbeständen in den Kellerräumen der sich im Präsidentenpalast befindlichen Zentralbank deponiert. Das Museum selbst wurde in den darauffolgenden Jahren im Bürgerkrieg nach dem sowjetischen Abzug teils durch Kampfhandlungen schwer beschädigt und zudem mehrfach geplündert beziehungsweise vandaliert. Es gab Gerüchte, der Schatz sei durch die Sowjetunion beschlagnahmt oder sei anderweitig geraubt worden. Nach dem Sturz der Taliban waren viele Kunstschätze des Landes in den Kriegswirren verloren gegangen. Auch bei den Funden aus Tilla Tepe glaubte man, dass sie wohl für immer verschwunden bleiben würden.
Erst im Jahr 2003 wurden die 1989 verwahrten Museumsbestände in der Zentralbank wiedergefunden, wobei es aufgrund bürokratischer Verzögerungen bis April 2004 dauern sollte, bis die Safes im Beisein Sarianidis geöffnet und die Funde sichergestellt werden konnten. Dabei stellte sich heraus, dass die Sammlung inklusive jeder einzelnen Kleinigkeit vollständig war.
Seit 2007 sind die wichtigsten Grabfunde auf einer Ausstellungstour durch Europa, die USA und Kanada. 1985 erschien in verschiedenen Sprachen übersetzt ein mit vielen Farbfotografien ausgestatteter Band, der die wichtigsten Funde präsentierte. 1989 erschien eine wissenschaftliche Publikation über die Grabungen. Eine vollständige Grabungspublikation steht noch aus.

## Die Festung
Eine Festung wurde kurz vor 1000 v. Chr. auf einem kleinen Hügel errichtet. Der Bau stand auf einer rund vier Meter hohen und 100 Meter breiten Basis, die teilweise in den Boden eingelassen war. Die Festung war nahezu quadratisch und besaß vier gerundete Ecktürme und halbrunde Türme. Der Eingang lag im Norden. In der Mitte der Festung stand eine Art Halle, die auch als Tempel interpretiert wird. Das Hauptfundmaterial ist Keramik, wobei es undekorierte Gefäße, aber auch solche gab, die mit geometrischen Mustern bemalt waren. Ein Teil der Keramik wurde auf einer Töpferscheibe hergestellt. Bei der handgemachten Keramik handelt es sich meist um einfache Gebrauchsware.
Neben der Keramik gibt es einige Messer und Pfeilspitzen aus Bronze. Der Ort scheint lange bewohnt gewesen zu sein, ohne dass genaue Jahreszahlen genannt werden können. Kulturell lässt sich diese Festung mit anderen archäologischen Orten in Zentralasien verbinden, wobei Tilla Tepe sogar die am besten erforschte Fundstätte ist. Die hier gefundene Kultur gehört in die Zeit nach dem Untergang der Oasenkultur Zentralasiens. Sie wird als Periode der Barbarian Occupation bezeichnet.

## Bestattungen und Bestattete

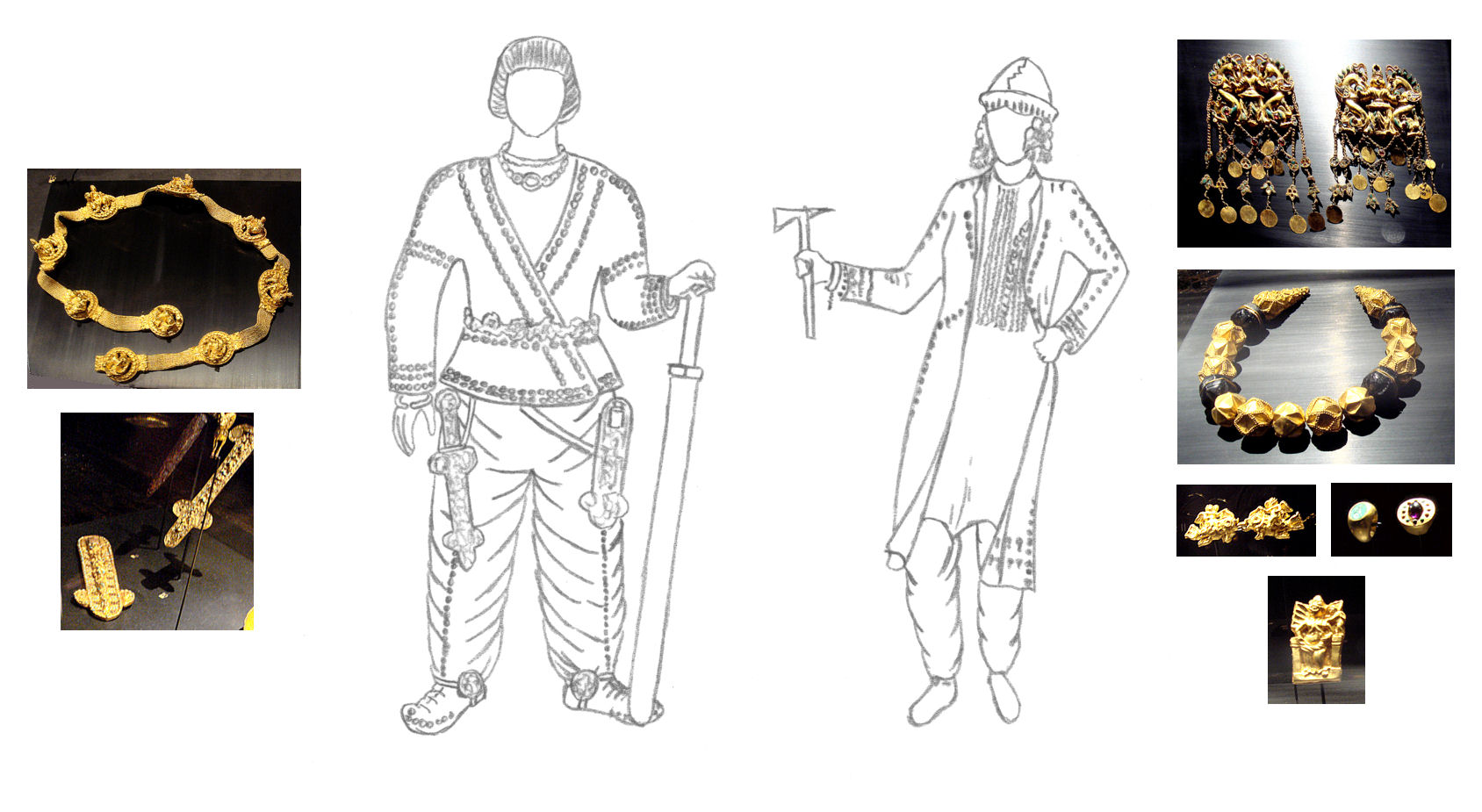
Rekonstruktionen der Kleidung von Bestattung 4 (links) und 2 (rechts)

Nachdem die Festung, vielleicht um 800 v. Chr., verlassen worden war, wurde der Ort um 400 v. Chr. wieder besiedelt. Es entstand ein kleines Dorf, das aber nicht lange bewohnt war. Kurz nach Christi Geburt wurde der Platz als Friedhof benutzt. Bei den sechs gefundenen Gräbern handelte es sich um Gruben, die mit Holzplanken abgedeckt waren und einen Hohlraum bildeten. Die Toten lagen in Holzsärgen, die keinen Deckel hatten, aber wahrscheinlich in Decken eingewickelt waren. Die Bestatteten sind auf dem Rücken in kostbaren mit Gold verzierten Gewändern und mit reichem Schmuck beigesetzt worden. Einige wenige weitere Beigaben, wie Gefäße, Spiegel oder Kosmetikutensilien, fanden sich in und neben den Särgen. Es gibt keine Anzeichen, dass es Grabhügel gab, doch mag der Hügel der Burgruine als Grabhügel gedient haben. Die Bestattungen gehören zu fünf Frauen und einem Mann. Zur Zeit ihres Todes war die Festung auf dem Hügel schon verfallen und die Gräber sind teilweise in die alten Mauern hineingegraben.

### Identität der Toten
Vieles spricht dafür, dass hier Nomaden oder ehemalige Nomaden beigesetzt wurden. Die Art der Gewänder (Hosen) und einige Waffen, wie zwei Bögen in der Bestattung des Mannes, sind typisch für Nomadenvölker. Auch eine zusammenklappbare und daher leicht transportierbare Krone (Grab 6) ist in diesem Kontext zu sehen. Welcher Volksgruppe die Bestatteten angehörten, konnte jedoch nicht genau festgestellt werden. In Frage kommen zum einen die Yuezhi, die laut chinesischen Quellen aus diversen Clans bestanden und in die Region eingefallen waren, zum anderen könnte es sich um Saken gehandelt haben, die zum skythischen Kulturkreis gezählt werden. Sie drangen etwa zur gleichen Zeit wie die Yuezhi in Baktrien ein, wobei sie sich allerdings eher in der weiter südlich liegenden Hindukusch-Region sowie im Süden Afghanistans ansiedelten. Die reiche Ausstattung der Grabanlagen mit goldenen Plaketten auf den Gewändern, vergoldeten Hauben und vielen anderen Goldbeigaben ähnelt in der Tat sehr anderen bekannten skythischen Bestattungen, die beispielsweise am Schwarzen Meer gefunden werden konnten.
Indizien, die hingegen auf eine Zugehörigkeit zu den Yuezhi hindeuten, sind etwa der Fund einer Münze des Königs Heraios, welcher zu diesem Nomadenvolk gezählt wird. Zudem zeigen viele Grabbeigaben stilistische Ähnlichkeiten mit den Arbeiten des skythischen Tierstiles aus Sibirien und der Mongolei, woher die Yuezhi stammten. Der Ausgrabungsleiter Sarianidi sah deshalb in den Bestatteten sogar frühe Herrscher der Kuschana, bei denen es sich ja um einen Clan der Yuezhi handelte. Andere sehen in ihnen dagegen wiederum Saken, die unter parthischer Herrschaft standen. Die neuere Forschung ist vorsichtiger. Sie tendiert zwar dazu, die Bestatteten aufgrund der bereits beschriebenen Ähnlichkeiten als Saken zuzuordnen, gleichzeitig fragt sie sich aber auch, ob diese aus historischen Werken bekannten Völkernamen überhaupt für Tilla Tepe relevant sind. So stammen diese Namen aus alten chinesischen und griechisch-römischen Werken, deren Autoren nicht vor Ort waren und ihre Informationen nur aus zweiter oder dritter Hand bezogen.
Auffallend ist, dass der Mann in der Mitte bestattet wurde und die Frauen um ihn herum. Möglicherweise ist hier ein lokaler Führer beigesetzt worden, dem seine Frauen in den Tod folgten bzw. folgen mussten. Dieser Herrscher mag seinen Sitz in der benachbarten Stadt Yemschi Tepe gehabt haben. Möglich auch, dass es sich um reine Nomaden gehandelt hat, die sich bewusst in einigem Abstand zur Stadt begraben ließen.

## Die Grabbeigaben
Es können drei Gruppen von Funden unterschieden werden.
1. Importstücke, darunter römische und parthische Münzen, ein indisches Medaillon, zwei chinesische Silberspiegel, ein indischer Kamm aus Elfenbein und römische Gläser. Es wurden jedoch nur einige wenige solche Objekte gefunden.
2. Objekte, die offensichtlich noch aus der griechisch-baktrischen Zeit stammen. Dazu gehört eine Kamee mit dem Bild eines Mannes, im Stil sehr ähnlich den baktrischen Münzen, und die Goldstatuette eines Widders aus Grab 4, dessen Basis andeutet, dass er ursprünglich einem anderen Zweck diente und erst sekundär im Grab als Kleidungsbestandteil verwendet wurde.[13]
3. Der Großteil der Funde scheint jedoch aus dem Kulturkreis der hier Bestatteten zu stammen, und diese Objekte zeigen eine bemerkenswerte Synthese verschiedener Stilmerkmale. Hier können verschiedene Einflüsse beobachtet werden:
  - Eine Untergruppe stellen Arbeiten lokaler Tradition dar, deren Ursprünge sich bis in die baktrische Bronzezeit zurückverfolgen lassen. Hier ist eine Krone zu nennen, die aus Blattgold besteht und einen stilisierten Baum darstellt. Solche Kronen sind aus dem skythischen Raum bekannt. Die parthischen, griechisch-baktrischen oder Kuschana-Herrscher trugen dagegen keine Kronen, sondern Diademe. In der baktrischen Bronzezeit ist das Baummotiv gut belegt.
  - Es gibt Gewandschließen, die Eroten darstellen und die man zunächst dem hellenistischen Raum zuordnen würde. Sie tragen jedoch auf der Stirn Halbmondfiguren. Lunare Symbole waren in Baktrien und in Vorderasien sehr beliebt.
  - Es gibt Goldspangen mit Eroten, die auf Fischen (statt Delphinen, wie es im hellenistischen Kunstrepertoire üblich wäre) reiten. Eine goldene Dolchscheide ist mit Drachen dekoriert und zeigt starken sibirischen, iranischen und indischen Einfluss.
  - Die Waffen aus der Bestattung des Mannes zeigen eine Mischung baktrischer, sibirischer, iranischer und indischer Stilelemente. Auf einer Scheide findet man geflügelte Greife, Drachen und Raubkatzen, die in einer Reihe abgebildet sind. Auf einer zweiten Scheide findet man zwei geflügelte Drachen, von denen sich der eine in das Bein des anderen verbissen hat.
  - Aus der Mongolei oder dem chinesischen Kulturraum sind die Motive auf zwei Schuhspangen übernommen, die einen Mann in einem Wagen zeigen. Der Wagen wird von einem Greif gezogen, was wiederum nicht aus China bekannt ist, wo es immer Pferde sind. Greife sind wiederum beliebte Motive der baktrischen Bronzezeit.
  - Fingerringe mit den Darstellungen griechischer Gottheiten und griechischer Beischriften sind sicherlich einheimische Arbeiten. Die Figuren wirken zum Teil etwas ungeschickt. Auch das Beiwerk dieser Figuren ist oftmals nicht aus dem griechischen Raum bekannt, so hält eine Nike einen Stab oder ein Mann ist mit einem Delphin dargestellt.[10]

### Kleidung und Waffen

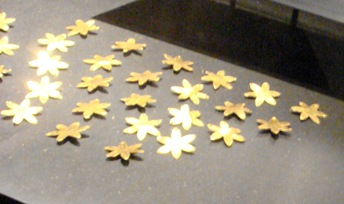
Rosetten aus Grab 1, die sich auf der Brust der Bestatteten fanden

Auf den Skeletten fanden sich Goldauflagen, die einst die Kleidungsstücke schmückten. Da sich in den Gräbern jedoch fast keine Textilien erhalten haben, ist es oft schwierig, die Funktion einzelner Objekte zu bestimmen. Reihen von kleinen Goldauflagen gehörten mit Sicherheit zu Kleidungsstücken. Doch ist nicht immer sicher, ob deren Säume oder Mittelteile dekoriert waren. Auch trugen die Toten mehrere Kleidungsstücke übereinander, so dass es Schwierigkeiten bereitet, bestimmte Verzierungen einer Tracht zuzuordnen. Mit aller Vorsicht kann angenommen werden, dass der Mann eine kurze Jacke sowie einen Kaftan trug. Er hatte weite Hosen an, die von parthischen Darstellungen und von denen der Kuschana-Herrscher bekannt sind.
Die Gewänder und vor allem der Schmuck der Frauen unterschieden sich erheblich. Möglicherweise gehörten sie daher unterschiedlichen Stämmen und sozialen Klassen an. So wurde vermutet, dass die junge Frau aus Grab 5 kinderlos war, da es sich um die ärmste der Frauenbestattungen handelt. Immerhin kann mit Sicherheit gesagt werden, dass sie alle ein Gewand trugen, nämlich eine Tunika über der Hose. Dies ist ein Kleidungsstück, welches noch heute von Frauen in dieser Gegend getragen wird.
Die Waffen des Mannes (zwei Bögen, ein langes Schwert, Dolch und Messer) sind typisch für Nomaden. Sie waren eng an den Oberschenkeln angebracht, um einen Reiter beim Reiten nicht zu behindern. Dies heißt jedoch nicht, dass die hier Bestatteten wirklich Nomaden waren. Es kann sich um nomadische Traditionen handeln, die sich in der Trachtsitte widerspiegeln, während die Bestatteten schon lange sesshaft waren.

## Datierung
Die geschichtliche wie kulturelle Einordnung der Gräber von Tilla Tepe ist schwierig, da Vergleichsfunde selten und oft nicht datierbar sind und die Chronologie der Region im Allgemeinen Schwierigkeiten bereitet. Man geht davon aus, dass die Gräber in etwa alle zur gleichen Zeit angelegt wurden, da sich die Grabbeigaben im Stil ähnlich sind. Der wichtigste Anhaltungspunkt zur Datierung sind fünf Münzen. Drei von ihnen gehören dem parthischen Kulturkreis an. Aus Grab 3 stammt eine Silbermünze von Mithridates II. (123–88 v. Chr.) und aus Grab 6 die Kopie in Gold einer Münze von Gotarzes I. (95–90 v. Chr.). In Grab 1 hielt die Tote eine Münze von Heraios in der Hand, der wahrscheinlich kurz nach Christi Geburt in dieser Gegend regierte.
Die jüngste Münze zeigt den römischen Kaiser Tiberius und wurde in Gallien zwischen 16 und 37 n. Chr. geprägt. Sie stammt aus Grab 6, wo sich auch die etwa 100 Jahre ältere Münze von Gotarzes I. fand. Generell ist bei einer Datierung durch Münzen Vorsicht geboten, da diese Prägungen schon lange im Umlauf gewesen sein könnten, bevor sie in die Gräber gelegt wurden. Die Gräber wurden dennoch vermutlich etwa in diesen Jahren angelegt, was aufgrund des Fehlens von Münzprägungen jüngeren Datums angenommen wird. Die Bestattungen datieren deshalb in die Zeit nach dem Untergang des griechisch-baktrischen Königreiches und in die Zeit bevor das Kuschanreich entstand, wahrscheinlich in die ersten Jahrzehnte nach Christi Geburt.

## Beschreibung der einzelnen Bestattungen

### Grab 1

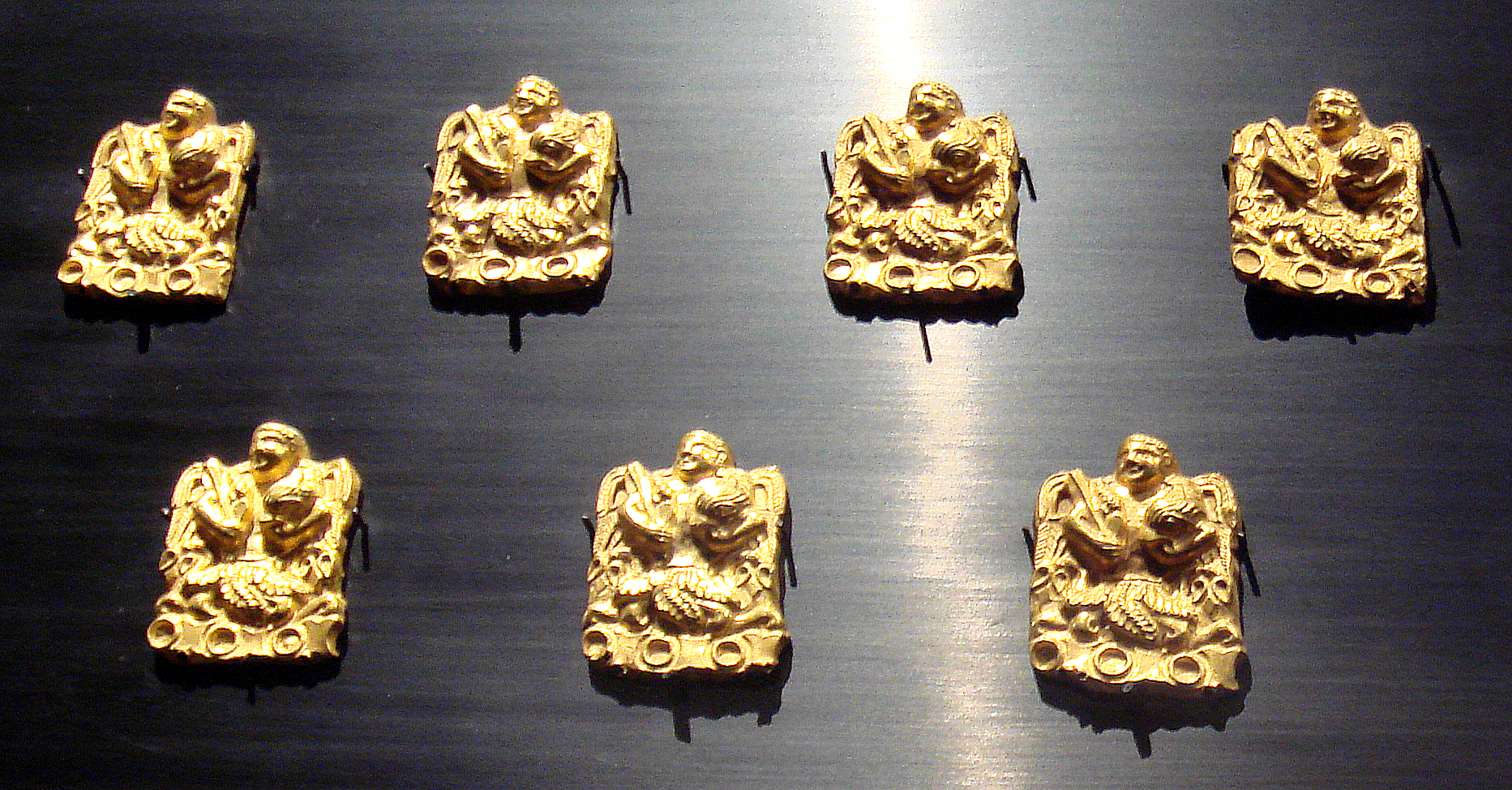
Plaketten: Mann mit Schlangenbeinen

Grab 1 lag auf der Westseite des Hügels und war das erste, das entdeckt wurde. In dieser Bestattung wurde eine etwa 20 bis 30 Jahre alte Frau beigesetzt. Es handelte sich um eine 2,5 × 1,3 Meter große und 2 Meter tiefe Grube, in der die Frau auf ihren Rücken gelegt wurde. Ihr Kopf war mit sieben kleinen (4,1 × 2,9 cm), goldenen Plaketten dekoriert, die einen Mann mit Schlangenbeinen zeigen, der einen Delphin um seinen Hals hält. Diese Plaketten mögen einst Haarschmuck gewesen sein, es mag sich aber auch um Auflagen auf einer längst vergangenen Kopfbedeckung gehandelt haben. Sie trug Ohrringe. Um die Schulter fanden sich weitere goldene Plaketten, die andeuten, dass die Tote einst einen Schal trug. Die Ärmel ihres Gewandes waren ebenfalls reich dekoriert. Es gab goldene mit Türkis eingelegte Auflagen und solche aus denselben Materialien, die anscheinend kleine Gruppen von Blättern zeigen. In der Hand hielt die Tote eine Münze. Als Grabbeigabe fand sich ein silberner Kosmetikbehälter.

### Grab 2

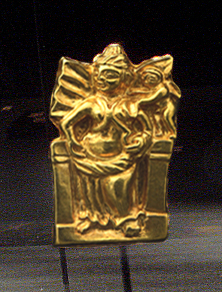
Aphrodite, Gewandauflage aus Grab 2

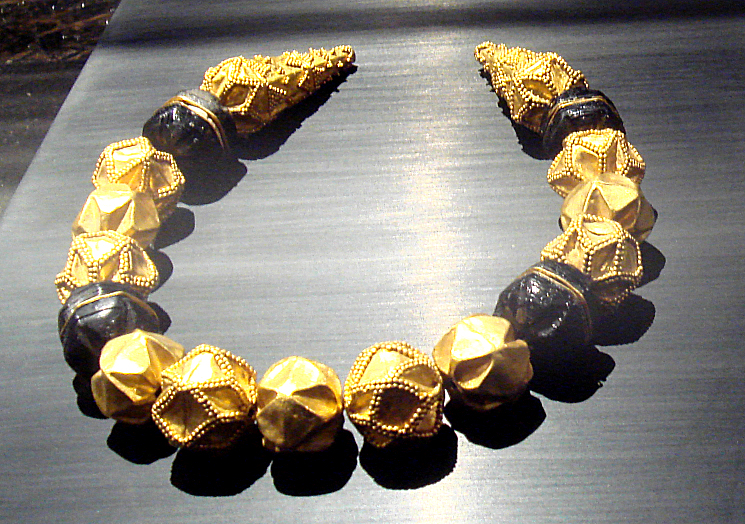
Die Halskette aus Grab 2

Grab 2 lag hinter der nördlichen Wand des Tempels und bildete eine etwa 2 m tiefe Grube von 3 × 1,6 m. Die Tote war in einem Sarg beigesetzt, der 2,2 m lang war, keinen Deckel hatte und auf hölzernen Stützen stand. Der Fund von silbernen sowie goldenen runden Scheiben deutet an, dass der Sarg einst mit einer Decke, die eben mit diesen verziert war, bedeckt oder in sie eingewickelt war. Die Leiche war mit dem Kopf nach Norden orientiert. Bei der Bestatteten handelte es sich um eine Frau in ihren dreißigern oder vierzigern. Sie lag auf dem Rücken. Anhand zahlreicher Plaketten kann vermutet werden, dass sie einst eine hohe Mütze trug. Wahrscheinlich als Ohrringe trug sie zwei goldene Schmuckstücke, die einen Mann zwischen zwei Drachen zeigen und reich mit Halbedelsteinen eingelegt sind. Zwei weitere Anhänger, die sich am Kopf fanden, mögen an der Mütze befestigt gewesen sein. Die Tote trug verschiedene Ringe, von denen zwei die griechische Göttin Athene zeigen. Eine griechische Beischrift auf einem der Ringe bestätigt diese Identifizierung. Zwei goldene Armreife haben Enden mit Antilopenköpfen; zwei Beinringe sind undekoriert und bestehen auch aus Gold. Eine Halskette besteht aus großen goldenen Perlen, von denen einige ein Muster in ihrer Granulation zeigen. Die Endstücke sind kegelförmig und wiederum mit Granulationen dekoriert. Verschiedene Goldarbeiten müssen die Kleidung der Bestatteten geschmückt haben. Es gibt ein Paar auf einem Fisch reitender Eroten. Zu den Beigaben im Grab gehören auch zahlreiche goldene Widderköpfe, goldene herzförmige Auflagen, gestufte Pyramiden und runde blütenartige Auflagen. Zwei gürtelartige Schmuckstücke haben wahrscheinlich auch das Gewand der Toten geschmückt. Eines davon besteht aus einer Reihe von goldenen Scheiben, die von doppelmondförmigen Stücken zusammengehalten werden. Ein vergleichbares Stück ist mit daran hängenden Goldscheiben dekoriert. Bei der Toten lagen auch Amulette in Hand- oder Fußform.

### Grab 3

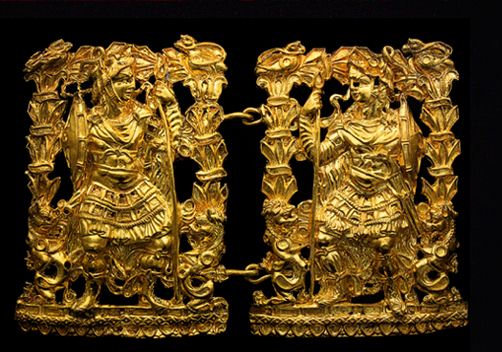
Schließen, die griechische Soldaten zeigen

Die Grabgrube war 2,6 × 1,5 m groß und Nordsüd orientiert, wobei die Bestattung fast an der höchsten Stelle des Hügels lag. Die Kammer war wahrscheinlich mit einer Holzdecke versehen, die wiederum eine Lederdecke hatte, die mit goldenen Scheiben dekoriert war. Diese goldenen Scheiben könnten aber auch von einer den Sarg umgebenden Decke stammen. Der Boden der Kammer wies Reste von Matten auf. Der darauf gestellte Sarg war etwa 2 m lang, 64 cm breit und hatte eine Höhe von 40 bis 50 cm. Die Grabkammer war von eindringenden Nagetieren gestört worden, die viele goldene Grabbeigaben in ihren eigenen Bau mitgenommen hatten, so dass sich diese über ein weites Gebiet in der Grabungsfläche verteilt fanden. Tilla Tepe ist auch als Hügel des Goldes bekannt, dies mag vor allem an den verstreuten Beigaben aus diesem Grab seine Ursache haben.
Die Beigesetzte war wahrscheinlich eine Frau, die auf dem Rücken liegend beigesetzt wurde. Ihr Kopf ruhte auf einer goldenen Scheibe. Sie trug einst eine hohe Mütze, von der noch die goldenen Auflagen erhalten waren. Zur Haartracht gehören auch zwei goldene Haarnadeln mit rosettenförmigen Köpfen. Ihr Haupt schmückte zudem ein goldener Anhänger mit zwei Pferden als Motiv. Auf ihrer Brust lag ein chinesischer Silberspiegel. Verschiedene Goldarbeiten scheinen Teile ihres Gewandes gewesen zu sein. Hier sind vor allem zwei goldene Schließen zu nennen, die jeweils einen Soldaten in hellenistischer Ausrüstung zeigen. Zwei kleinere Schließen zeigen Eroten, die auf einem stilisierten Delphin reiten. Als Schmuck trug sie goldene Medaillons mit Büsten, goldene, nicht weiter dekorierte Armreife und einen goldenen Halbmond mit stilisierten Anhängern. Eine von zwei goldenen Kosmetikdosen trug eine kurze griechische Inschrift, die das Gewicht der Dose (und damit ihren Wert) in ionischen Maßen angibt. Ein Kamm aus Elfenbein ist eine indische Arbeit und ähnelt im Stil den Elfenbeinschnitzereien von Begram. Die Tote trug goldene Sohlen. Ihr wurde eine goldene Münze des Tiberius beigegeben, bei der es sich um die älteste in Afghanistan gefundene römische Münze handelt. Eine weitere Münze stammt von dem parthischen Herrscher Mithridates II. Als weitere Grabbeigaben fanden sich ein zweiter Spiegel mit Handgriff – wobei Spiegel chinesischer Herkunft keinen Handgriff haben –, ein silberner Napf, ein Silbergefäß mit Deckel und ein 39 cm hohes Gefäß mit zwei Henkeln.

### Grab 4

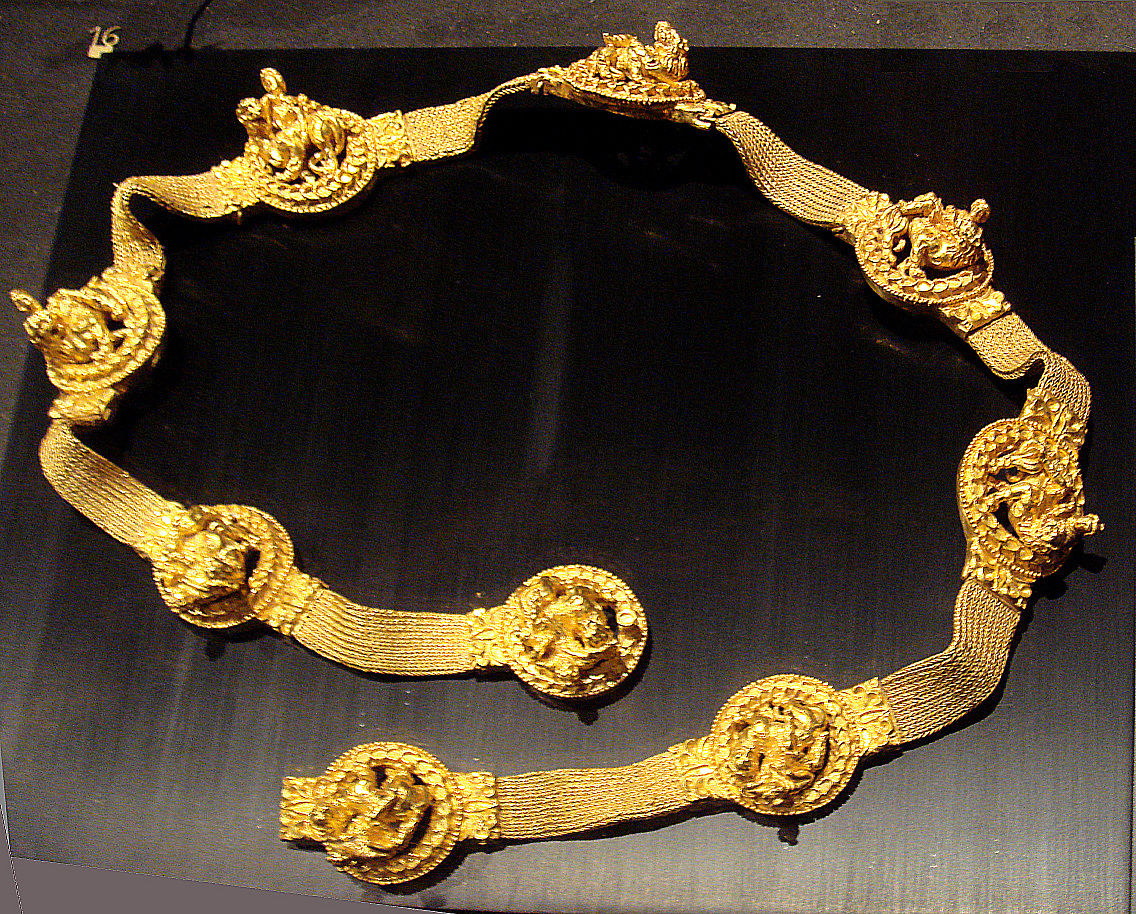
Der goldene Gürtel

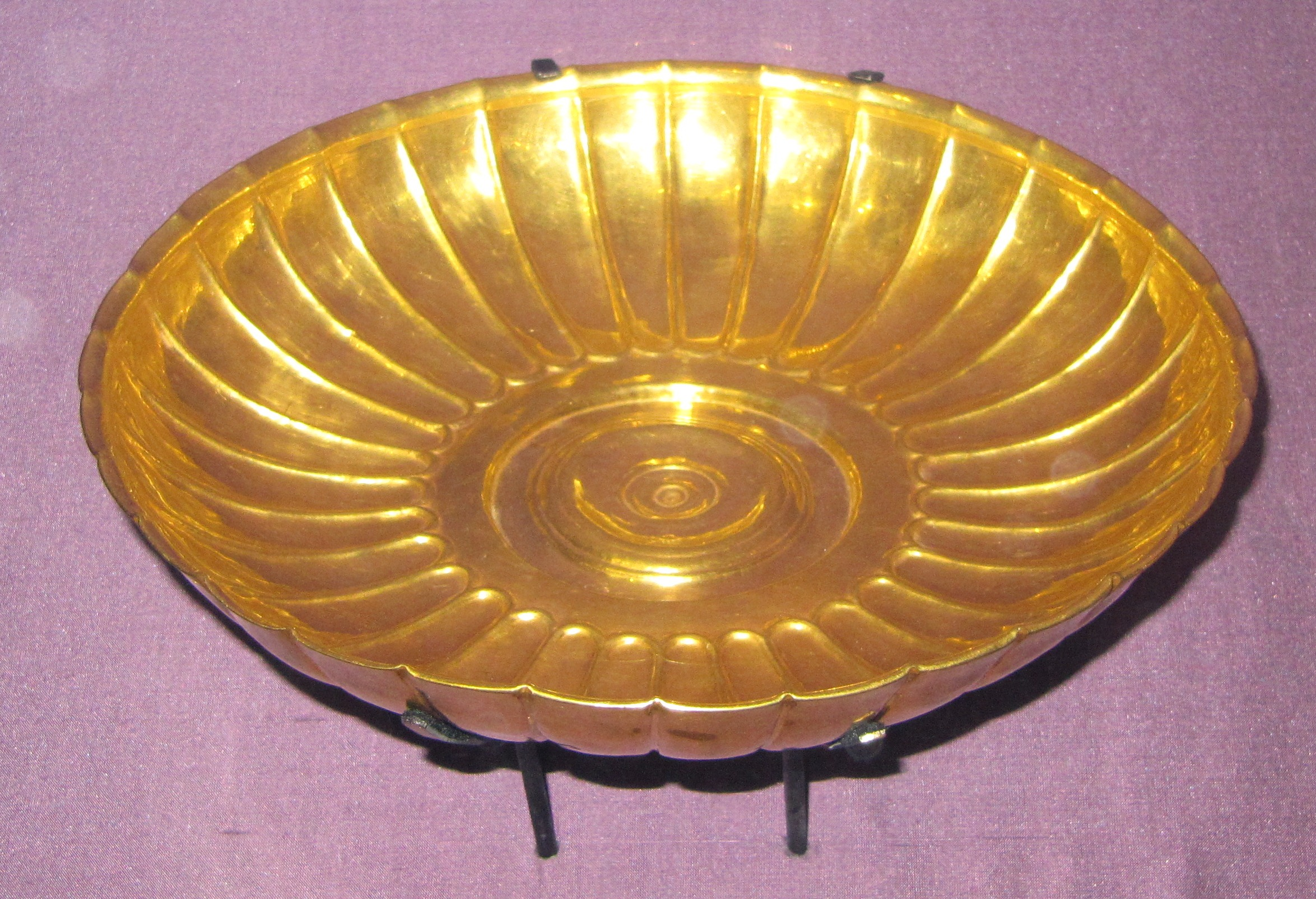
Die goldene Schale

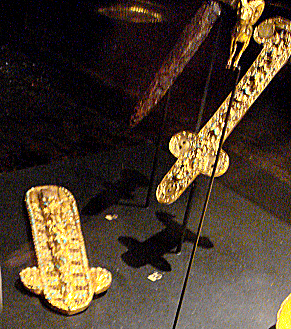
Grab 4: Die Waffen

Das Grab lag in der Mitte der westlichen Mauer des ehemaligen Tempels. Es war 2,7 m lang, 1,3 m breit und 1,8 m tief. Die Bestattung war Nordsüd orientiert. Im Grabschacht fanden sich die Skelettreste eines Pferdes, bei dem es sich vielleicht um ein Totenmahl oder ein Opfer gehandelt hat. Der Tote selbst lag auf dem Rücken mit dem Kopf nach Norden in einem Sarg (2,2 × 0,7 × 0,75 m) aus Holz, der mit rotem Leder bespannt war, das wiederum mit weißen und roten Motiven bemalt war, sowie goldene Plaketten aufwies. Der Sarg selbst stand auf einem etwa 15 cm hohen Holzgestell. Am Kopfende fanden sich die Reste einer Truhe mit Kosmetikutensilien. Bei dem Toten handelte es sich um einen etwa 1,75 bis 1,85 m großen Mann, dessen Kopf auf einer goldenen Schale ruhte, die wiederum auf einem seidenen Kissen auflag. Die Schale trug die griechische Inschrift „CTA MA“, die wahrscheinlich ihr Gewicht in ionischen Maßen angab. Der Mann trug eine Mütze, an der ein goldener Widder und ein goldener Baum befestigt waren. Er trug eine goldene Kette mit einer Kameo und einen goldenen Gürtel. Letzterer bestand aus einem breiten, beweglichen goldenen Band und hatte neun goldene Medaillons, in denen jeweils eine vollplastische Figur auf einem Panther reitet. Die Darstellungen erinnern an solche des Dionysos. Die Gewänder des Toten waren reich mit Goldauflagen dekoriert. Auch seine Schuhe trugen Goldauflagen, vor allem zwei runde Aufsätze, die einen Mann in einem von einem Drachen gezogenen Wagen zeigen. Beide Aufsätze sind aus Gold und Türkis und zeigen chinesischen/mongolischen Einfluss. Vergleichbare Schuhaufsätze sind von Darstellungen aus Palmyra bekannt. Zu seiner Rechten trug der Mann ein langes, eisernes Schwert und einen Dolch mit einem goldenen Griff. Das Schwert steckte in einer goldenen Scheide. Zu seiner Linken trug er eine goldene Scheide für drei Messer, eines davon mit einem Elfenbeingriff. In diesem Grab fand sich auch ein goldenes Medaillon mit der Darstellung eines Löwen und eines Mannes mit einem Rad. Die Inschriften sind in Kharoshthi. Der Löwe und das Rad spielen eine besondere Rolle im Buddhismus, so dass angenommen werden kann, dass es sich hier um buddhistische Motive handelt.

### Grab 5
Das Grab war 2,05 × 2,10 × 0,8 Meter groß und in eine perserzeitliche Lehmrampe hineingegraben. Es fanden sich keinerlei Anzeichen eines Sarges, der demnach wahrscheinlich aus Holz, ohne Metallteile, angefertigt war. Um die Leiche lagen zahlreiche Silberplaketten, die rund sind oder die Form von Weinblättern haben. Vielleicht gehörten sie zu einem Tuch, das um den Sarg gewickelt war. Bei der Toten handelte es sich um eine junge, höchstens 20 Jahre alte Frau. Sie lag auf dem Rücken mit dem Kopf nach Westen. Der bemerkenswerteste Fund war ein Halskragen aus Gold und verschiedenen Halbedelsteinen. Die Tote trug goldene, einfache Armbänder und Beinringe. Gemmen, die eine mit einem Greif, die andere mit einer Nike wurden neben der Leiche deponiert. Als Grabbeigaben gab es noch einen Spiegel mit Griff, zwei Silbergefäße und eine Bronzeglocke.

### Grab 6

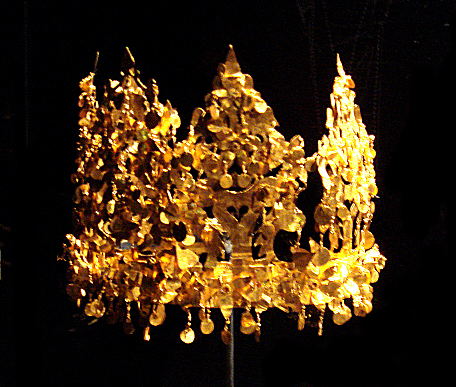
Die goldene Krone aus Grab 6

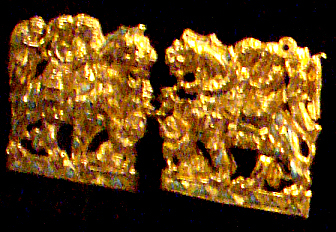
Die Gewandspangen

Grab 6 lag im westlichen Teil der Festungsruine. Es war 3 × 2,5 m groß und etwa 2,5 m tief. Ein hölzerner Sarg hatte einst auf Ziegelstützen gestanden. Der Sarg hatte, wie die anderen, wahrscheinlich keinen Deckel, war aber von einem Tuch umspannt, das mit goldenen Auflagen dekoriert war. Neben dem Sarg fand sich ein Depot mit Grabbeigaben. Bei der Leiche handelt es sich um eine etwa 20 Jahre alte Frau, die einst etwa 1,52 m groß war. Bemerkenswert ist, dass ihr Schädel bewusst verformt war, eine Sitte, die auch in anderen Teilen Zentralasiens zu beobachten ist. Ihr Kopf lag auf einer Silberschüssel und war mit einer aufwändigen goldenen Krone geschmückt, die aus fünf Teilen besteht und somit zusammenklappbar und leichter transportierbar war. Diverse goldene Schmuckstücke dekorierten das Haar. Zwei Anhänger zeigen die Herrin der Tiere, eine Frau zwischen zwei Fabeltieren stehend. Auf der Brust lagen die goldenen Verschlussteile ihres Gewandes. Sie zeigen jeweils Dionysos und Ariadne auf einem Greif reitend. Hinten ihnen fliegt eine Nike, während der Greif einen Feind niedertritt. Auf dem Gewand war wahrscheinlich auch die sogenannte Aphrodite von Baktrien angebracht. Es handelt sich um eine 5 cm hohe Figur einer geflügelten Frau mit freiem Oberkörper. Obwohl die Arbeit sicherlich hellenistisch beeinflusst ist, so zeigt die Figur unhellenistische Elemente: die Flügel sind relativ klein, sie trägt Armreife und hat einen Mittelscheitel. Die Tote trug eine mit einem Blütenmotiv dekorierte goldene Kette, das in Türkis eingelegt ist. Es fanden sich jeweils zwei Paare goldener Arm- und Beinreife. Die Beinreife sind schlicht und weitestgehend undekoriert, die Armreife haben Löwenköpfe. Als Beigabe ist vor allem eine goldene Münze zu nennen, die parthische Prägungen von Gotarzes I. kopiert. Im Grab fanden sich auch ein chinesischer Silberspiegel und ein weiterer Spiegel mit einem Griff aus Elfenbein, eine stark abgeriebene parthische Silbermünze, zwei römische Gläser, ein Keramikgefäß und zwei Silbergefäße. Diese Grabbeigaben lagen teilweise außerhalb des Sarges.

## Kunstgeschichtliche Bedeutung
Die Schmuckstücke aus Tilla Tepe zeigen eine überraschende Vielfalt an Einflüssen und Stilelementen. So finden sich hellenistische Motive, aber auch andere Elemente, wie solche aus Sibirien oder aus dem mongolischen Raum. Trotz dieser kulturellen Vielfalt wurde ein Großteil der Schmuckstücke aus Tilla Tepe in lokalen baktrischen Werkstätten produziert, was vergleichbare Goldarbeiten aus Taxila andeuten.
Der hellenistische Einfluss auf die Region war durch Münzprägungen schon lange bekannt, da gefundene Münzen nach hellenistischen Vorbildern geformt sind und griechische Inschriften tragen. Alexander der Große hat, als er in den Jahren 329 und 328 v. Chr. Griechen in Baktrien ansiedelte, den Hellenismus gewissermaßen in die Region importiert. So war die Kunst des nachfolgenden griechisch-baktrischen Königreichs weitestgehend hellenistisch geprägt, wie die Ausgrabungen in Ai Khanoum gezeigt haben. Um 135 v. Chr. ging dieses Königreich bei der Invasion von Nomaden unter. Im Hindukusch und in Gandhara hielten sich noch für mehr als hundert Jahre einige griechisch-indische Könige, von denen aber außer durch Münzfunde wenig bekannt ist. Auch über die politische Geschichte und Kunst Baktriens aus den folgenden Jahrhunderten besteht weitgehend Ungewissheit, und dieser Zeitraum wird deshalb als Dunkles Zeitalter bezeichnet.
Die auf die ersten Jahrzehnte nach Christi Geburt datierten Funde von Tilla Tepe schließen an dieser Stelle eine archäologische und kunsthistorische Forschungslücke in der Geschichte Zentralasiens. Sie bilden ein Bindeglied von der griechischen Kunst des griechisch-baktrischen Königreichs zu der viele hellenistische Züge zeigenden buddhistischen Kunst der späteren Kuschana und sind daher von besonderer Bedeutung. Vor allem die Goldarbeiten aus Tilla Tepe belegen, dass es in Baktrien nach dem Untergang des griechisch-baktrischen Reiches weiterhin Werkstätten gab, die in hellenistischer Tradition arbeiteten.
Auch die Kunst der ab etwa 50 n. Chr. auftretenden Kuschana zeigt viele hellenistische Einflüsse. Ihr Reich war das Zentrum des Graeco-Buddhismus. Kunst und Kultur dieser Zeit sind durch umfangreichere Funde gut bekannt, auch wenn es im Einzelnen noch Schwierigkeiten gibt, bestimmte Denkmäler zu datieren. Der Ursprung dieser hellenistischen Einflüsse wird in der Forschung jedoch kontrovers diskutiert. Grundsätzlich gab es zwei Ansichten, nämlich einerseits, dass deren Kunst von der Kunst des damaligen Römischen Reichs beeinflusst wurde, andererseits fragte man sich, ob hellenistische Traditionen vor Ort nach dem Untergang des griechisch-baktrische Reiches überlebt haben. Eine dritte Möglichkeit ist die Kombination beider Theorien. Die graeco-buddhistische Kunst hatte ihren Ursprung in der griechisch-baktrischen Kunst, wurde aber auch von der römischen Kunst beeinflusst, als im Kuschanreich die Handelsbeziehungen mit dem Mittelmeerraum intensiviert wurden. Die Funde von Tilla Tepe belegen jedoch deutlich, wie stark hellenistische Traditionen schon vor den Kuschana in der Region lebendig waren.